# Пара тузов в запасе: Покерная тройка
«Пара тузов в запасе: Покерная тройка» (англ. Another Pair Of Aces: Three Of A Kind) — кинофильм, изначально снимался как телефильм для кабельного телевидения.

## Сюжет
Крис Кристофферсон исполняет роль техасского рейнджера, который охотится за серийным убийцей. Пару рейнджеру в его поисках составляет эксцентричный медвежатник (его роль играет Вилли Нельсон).